# Szwalnia

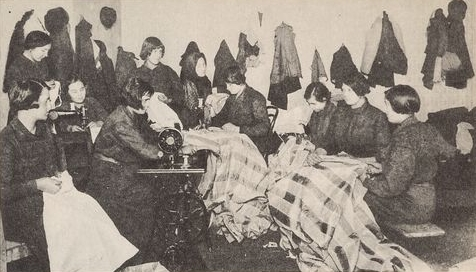
Szwalnia Legionów Polskich w „Szarej Kamienicy” w Krakowie, czasy I wojny światowej

Szwalnia – obecnie zakład krawiecki lub budynek, pomieszczenie przeznaczone do produkcji  odzieży z tkanin i innych wyrobów włókienniczych. Wyposażone w maszyny szwalnicze. Często szwalnia wchodzi w skład wydziału wykończalni zakładu włókienniczego.